# Alessandro Tassoni
Alessandro Tassoni (Módena, 28 de septiembre de 1565-ibídem, 25 de abril de 1635) fue un poeta italiano, conocido por su obra La secchia rapita (El cubo raptado).

## Biografía
Tassoni estudió Derecho en Bolonia y Ferrara. En 1589 se convirtió en miembro de la Accademia della Crusca de Florencia, y en 1597 secretario en Roma del cardenal Ascanio Colonna, a quien acompañó a España en 1600. Enviado de vuelta a Roma por el cardenal por asuntos personales de éste, se instaló allí definitivamente y fue admitido en las academias de los Humoristas y de los Linces.
Un primer resultado de sus trabajos fue su Considerazioni sopra le rime del Petrarca, escrito en Módena en 1609, por el que se vio envuelto en una violenta disputa literaria, pero que, sin embargo, tuvo el mérito de poner fin a la exagerada veneración de Petrarca y a la reputación de sus poco hábiles imitadores. Sus Pensieri diversi, escritos en Roma en 1612, en los que atacaba a Homero y a Aristóteles, no causaron menos sensación. En 1622 escribió en París su obra más conocida, el poema heroico-cómico La secchia rapita, que toma como tema una guerra librada en el siglo XIII entre modeneses y boloñeses. 
Ese mismo año entró al servicio de Carlos Manuel I de Saboya, pero cuando, tras una larga espera, su ascenso se vio impedido por una intriga, se retiró a la vida privada hasta 1626, cuando el cardenal Ludovico Ludovisi lo nombró su secretario y, tras la muerte del cardenal, Francisco I de Módena lo nombró su chambelán en 1632. Tassoni murió en 1635.